# Jeune Memnon
Le « Jeune Memnon » est une statue de l'Égypte antique, l'une des deux têtes de colosses de granite bicolore du temple funéraire connu sous le nom de Ramesséum, à Thèbes, en Haute-Égypte. Il représente le pharaon Ramsès II portant le Némès surmonté d'un diadème de cobra. La statue endommagée a depuis perdu son corps et ses jambes. Elle fait partie d'une paire qui flanquait à l'origine la porte du Ramesséum. La tête de l'autre statue se trouve encore sur place dans le temple.

## Description
Haut de 2,67 m et large de 2 m, le buste est constitué d'un seul bloc de granite et pèse 7,25 tonnes.

## Histoire

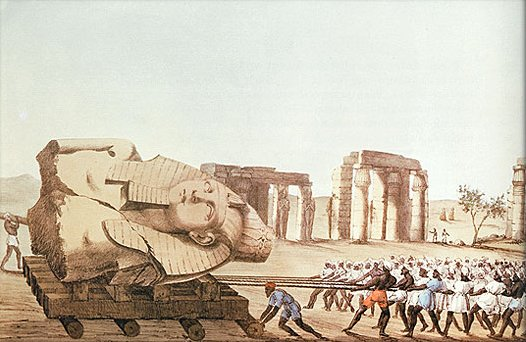
Halage du buste en Égypte, en 1816.

Le buste a été enlevé d'Égypte durant l'été 1816 par Giovanni Belzoni.